# Saint-Pardoux-Soutiers
Saint-Pardoux-Soutiers é uma comuna francesa na região administrativa da Nova Aquitânia, no departamento de Deux-Sèvres. Estende-se por uma área de 39.67 km². Em 2010 a comuna tinha 1 911 habitantes (densidade: 48,2 hab./km²).
Foi criada em 1 de janeiro de 2019, a partir da fusão das antigas comunas de Saint-Pardoux (sede da comuna) e Soutiers.